# NGC 1055
NGC 1055は、くじら座にある真横を向いた渦巻銀河である。顕著で目立つ核バルジを、幅広く暗い塵とガスの帯が横切っている。渦状腕構造は銀河面の上方にあるように見え、バルジの上半分を隠している。1783年12月19日にウィリアム・ハーシェルがイングランドの自宅で発見した。
明るい渦巻銀河M77と連星系を形成し、これら2つは、NGC 1073と他の5つの小さな不規則銀河を含む小さな銀河群の中で最も大きい銀河である。NGC 1087、NGC 1090とNGC 1094は、この銀河群に近いように見えるが、実際には同じ方向にあるだけでずっと遠くにある。
公表されている赤方偏移によると、NGC 1055までのおおよその距離は約5200万光年、直径は約11万5800光年と推測される。NGC 1055とM77との距離は、約44万2000光年である。
NGC 1055は明るい赤外線源かつ電波源で、特に温かい一酸化炭素の波長で明るい。この結果は、並外れた星形成活性に由来すると考えられている。遷移核を持っている可能性が高いと考えられるが、低電離中心核輝線領域になる可能性はほとんど無いと思われている。